# Plarium
Plarium – przedsiębiorstwo produkujące gry wideo.
W 2023 roku firma zatrudniała ponad 1300 pracowników. Główna siedziba mieści się w Herclijji. Pozostałe biura firmy mieszczą się w Warszawie, Charkowie, Lwowie, Kijowie, Odessie, Michigan, San Francisco i Helsinkach.
Plarium wydało grę RPG RAID: Shadow Legends, z ponad 80 milionami pobrań. Wśród innych tytułów opublikowanych przez studio znajdują się Mech Arena, franczyza Stormfall (Stormfall: Age of War, Stormfall: Rise of Balur, Stormfall: Saga of Survival) oraz Lost Island: Blast Adventure. W portfolio Plarium znajduje się ponad 20 gier.
Gry firmy dostępne są w App Store i Google Play, a także na platformie Plarium Play na Windows i macOS oraz na Facebooku. Wydane zostały w 18 językach i mają ponad 435 milionów graczy na całym świecie.
W 2017 roku Plarium zostało przejęte przez Aristocrat Leisure Limited, firmę zajmującą się rozwojem i dystrybucją maszyn hazardowych.

## Odbiór i nagrody
W 2013 roku redakcja Facebooka uznała Soldiers Inc. za jedną z najlepszych nowych gier społecznościowych roku.
W 2014 roku Plarium zostało uznane za jeden z najbardziej obiecujących europejskich startupów przez dziennikarkę Wired UK Madhumitę Venkataramanan.
W 2014 roku dyrektor ds. partnerstwa platformowego Facebooka, Julien Codorniou, wymienił Plarium jako jedną z najlepszych firm zajmujących się grami na platformie Facebooka.
Jeff Grubb pisząc dla serwisu VentureBeat wymienił Plarium w marcu 2014 roku jako jedną z samodzielnych firm zajmujących się grami, które priorytetowo traktują gry społecznościowe na Facebooku.
RAID: Shadow Legends produkcji Plarium została nominowana do Google Play Users’ Choice Awards w 2019 roku w kategorii „Gry”. Gra została również nominowana w kategoriach „Gra roku” i „Najlepsze osiągnięcie audio/wizualne” na Pocket Gamer Mobile Games Awards w 2020 roku. Została przedstawiona jako „Gra dnia” w App Store i zdobyła nagrodę za najlepsze „App Video” na App Growth Awards w 2020 roku.
Gra Mech Arena firmy Plarium była „Grą dnia” w App Store 15 października 2021 roku.
W lipcu 2022 roku RAID: Shadow Legends przekroczył 1 miliard dolarów w przychodach od momentu wydania gry. Według artykułu Craiga Chappla jest jedną z najbardziej dochodowych gier RPG na urządzenia mobilne na świecie.

## Gry
Źródło:
| Gra                            | Rok wydania | Platforma(y)      |
| ------------------------------ | ----------- | ----------------- |
| Farmandia                      | 2010        | Przeglądarki      |
| Total Domination               | 2011        | PC                |
| Pirates: Tides of Fortune      | 2012        | PC                |
| Stormfall: Age of War          | 2012        | PC                |
| Total Domination: Reborn       | 2013        | iOS i Android     |
| Soldiers Inc.                  | 2013        | PC                |
| Sparta: War of Empires         | 2014        | PC                |
| Stormfall: Rise of Balur       | 2015        | iOS i Android, PC |
| Nords: Heroes of the North     | 2015        | iOS i Android, PC |
| Vikings: War of Clans          | 2015        | iOS i Android, PC |
| Throne: Kingdom at War         | 2016        | iOS i Android, PC |
| Soldiers Inc: Mobile Warfare   | 2016        | iOS i Android     |
| Terminator Genisys: Future War | 2017        | iOS i Android     |
| Family Zoo: The Story          | 2017        | iOS i Android     |
| Alliance: Heroes of the Spire  | 2017        | iOS i Android     |
| Rio: Match 3 Party             | 2017        | iOS i Android     |
| Stormfall: Saga of Survival    | 2018        | PC, iOS i Android |
| Lost Island: Blast Adventure   | 2018        | iOS i Android     |
| RAID: Shadow Legends           | 2019        | iOS i Android, PC |
| Undersea: Solitaire Tripeaks   | 2020        | iOS i Android     |
| Mech Arena                     | 2021        | iOS i Android, PC |